# Cetonia viridiopaca
Cetonia viridiopaca är en skalbaggsart som beskrevs av Victor Ivanovitsch Motschulsky 1858. Cetonia viridiopaca ingår i släktet Cetonia och familjen Cetoniidae. Inga underarter finns listade i Catalogue of Life.